# Punggul (Gedangan)
Punggul is een bestuurslaag in het regentschap Sidoarjo van de provincie Oost-Java, Indonesië. Punggul telt 7467 inwoners (volkstelling 2010).